# NGC 403
NGC 403 is een spiraalvormig sterrenstelsel in het sterrenbeeld Vissen. Het hemelobject ligt ongeveer 234 miljoen lichtjaar (71,8×106 parsec) van de Aarde verwijderd en werd op 29 augustus 1862 ontdekt door de Duits-Deense astronoom Heinrich Ludwig d'Arrest.

## Synoniemen
- PGC 4111
- UGC 715
- MCG 5-3-68
- ZWG 501.104